# Al Harker
Al Harker o Albert Harker (Filadelfia, 11 de abril de 1910-Camp Hill, 3 de abril de 2006) fue un jugador de fútbol soccer estadounidense que fue integrante del equipo Philadelphia German-American y participó con la selección de los Estados Unidos en la Copa del Mundo de 1934.

## Fallecimiento
Harker falleció el 8 de abril de 2006 en un asilo de ancianos en Camp Hill, Pensilvania, ocho días antes de cumplir los 96 años de edad, fue el último sobreviviente de la selección de futbol estadounidense que participó en la copa del mundo de 1934.